# ووکولیدا
ووکولیدا (به لاتین: Vokolida) یک منطقهٔ مسکونی در قبرس شمالی است که در ناحیه اسکله واقع شده‌است. ووکولیدا ۱٬۰۱۹ نفر جمعیت دارد.